# Agapetes graciliflora
Agapetes graciliflora là một loài thực vật có hoa trong họ Thạch nam. Loài này được R.C.Fang mô tả khoa học đầu tiên năm 2005.